# Wyżnica (Ukraina)
Wyżnica (ukr. Ви́жниця, trb. Wyżnycia; rum. Vijnița) – miasto na Ukrainie, w obwodzie czerniowieckim, nad rzeką Czeremosz, siedziba władz rejonu wyżnickiego.
Znajduje się tu stacja kolejowa Wyżnica, położona na linii Zawale – Wyżnica.

## Historia
Pierwsza wzmianka o miejscowości pochodzi z 1158, od 1855 siedziba powiatu.
Od 1918 do 1939 r. rumuńska miejscowość przy granicy z Polską na wysokości Kut.
Od 1940 r. wraz z całą Besarabią i częścią Bukowiny pod okupacją radziecką, status miasta od 1940.
Od 1941 r. do 1944 ponownie w granicach Rumunii.
W 1968 liczyła 4,6 tys. mieszkańców, w 1989 – 5708 mieszkańców, a w 2013 – 4207 mieszkańców.

## Osoby związane z Wyżnicą
- Filip Kochański (ur. 1875 w Wyżnicy) – polski oficer,
- Eustachy Chmielewski (ur. 1900 w Wyżnicy) – polski architekt,
- Otto Preminger (ur. 1905 w Wyżnicy) – hollywoodzki reżyser[5],
- Gerard Ciołek (ur. 1909 w Wyżnicy) – polski historyk sztuki ogrodowej i planista ogrodów.
- Nazarij Jaremczuk (ur. 1951 w Wyżnicy) – ukraiński śpiewak estradowy (tenor).